# Edwin H. Conger

Edwin H. Conger

Edwin Hurd Conger (* 7. März 1843 im Knox County, Illinois; † 18. Mai 1907 in Pasadena, Kalifornien) war ein US-amerikanischer Diplomat und Politiker. Zwischen 1885 und 1890 vertrat er den Bundesstaat Iowa im US-Repräsentantenhaus. Conger war ebenfalls US-Botschafter in Brasilien, China und Mexiko.

## Werdegang
Edwin Conger besuchte bis 1862 die Lombard University in Galesburg. Während des Bürgerkrieges stieg er in der Armee der Union vom einfachen Soldaten bis zum Brevet-Major auf. Nach einem anschließenden Jurastudium an der Albany Law School in Albany (New York) und seiner im Jahr 1866 erfolgten Zulassung als Rechtsanwalt begann er in Galesburg in seinem neuen Beruf zu praktizieren. Im Jahr 1868 zog er nach Dexter in Iowa, wo er im Bankgewerbe und der Viehzucht arbeitete. In den Jahren 1877 und 1879 wurde Conger zum Kämmerer des Dallas County gewählt. Danach wurde er 1880 und 1882 auch Finanzminister von Iowa.
Conger war Mitglied der Republikanischen Partei. 1884 wurde er im siebten Wahlbezirk von Iowa in das US-Repräsentantenhaus in Washington, D.C. gewählt, wo er am 4. März 1885 die Nachfolge von Hiram Y. Smith antrat. Nach zwei Wiederwahlen konnte er bis zu seinem Rücktritt am 3. Oktober 1890 im Kongress verbleiben. In den Jahren 1889 und 1890 war er Vorsitzender des Committee on Coinage, Weights and Measures.
Congers Rücktritt erfolgte, nachdem er von US-Präsident Benjamin Harrison zum Botschafter in Brasilien ernannt worden war. Dieses Amt konnte er bis 1893 bekleiden. Der in diesem Jahr ins Amt gekommene demokratische Präsident Grover Cleveland ersetzte ihn dann durch Thomas Larkin Thompson. Nach der Wahl des Republikaners William McKinley zum Präsidenten ging die diplomatische Laufbahn Congers weiter. Im Jahr 1897 löste er Thompson als Botschafter in Brasilien wieder ab. Im Januar 1898 wurde er dann als Nachfolger von Charles Harvey Denby zum Botschafter in China ernannt. Dieses Amt bekleidete er bis 1905. Dabei wurde er im Jahr 1900 auch in den Boxeraufstand verwickelt. Im Jahr 1905 versetzte ihn Präsident Theodore Roosevelt ebenfalls als Botschafter nach Mexiko. Dieses Amt bekleidete er aber nur zwischen März und August 1905. Als ihn der Präsident auf eine Sondermission wieder nach China schicken wollte, lehnte Conger dieses Amt ab. Er starb am 18. Mai 1907 in Pasadena und wurde dort auch beigesetzt.